# BrainRush
A BrainRush egy amerikai játékműsor (game show) volt a Cartoon Networkön. Michael Krupat készítette. A sorozatban a játékosok hullámvasúton válaszolnak meg egyszerű kérdéseket. Három menetből állnak a játékok. A produkciót sokan a "Cash Cab" játékműsor utánzatának tartják. 1 évadot élt meg 6 epizóddal. Magyarországra ez sem jutott el, éppúgy, mint a csatorna összes élőszereplős sorozata. 30 perces (fél órás) egy epizód. Amerikában 2009. június 20.-tól 2009. július 22.-ig ment.